# お願いお星さま
『お願いお星さま』は2004年5月28日にPULLTOPより発売された18禁恋愛アドベンチャーゲームである。キャッチコピーは「あなたの願いはなんですか？」。

## 内容

### ゲームシステム
（出典：）
本作にはエッチな願いごとを叶えるAVGパートと、願い星を呼び覚ますSLGパートがある。これら2つのパートを行き来してゲームを進めていく。
ゲームには星図盤というシステムが組み込まれている。星図盤には1等星から3等星までの星からなる架空の星座が描かれている。1つの星は1つのエッチシーンに対応しており、星を選択して魔力を消費することで新たなエッチシーンを見ることができる。始めは使用できる魔力が少なく1等星を選べないが、ゲームを進めるにつれて選べるようになる。なお、星の等級が上がると見られるシーンのエッチ度も上昇する。また、一度のプレイですべての星を見られるとは限らない。しかも願い星を回収する順番によって、物語の展開が変化する。

### ストーリー
（出典：）
主人公・天野陽介には倉橋真朋・橘ひびきという2人の幼なじみがいる。陽介はこの2人と友達以上恋人未満という微妙な関係を続けていた。しかし、ある夜に大量に降り注ぐ流れ星を見たときから、彼らの関係は変化する。その流れ星はどんな願いごとも叶えてくれる魔法の願い星だった。
願い星を目撃した陽介たちのもとに、「遠い国」からやってきたファムとシルビィが訪れる。彼女たちは、願い星を管理する星図盤のマスターに陽介たちが選ばれたことを告げる。ファムとシルビィに説得され、陽介たちは散らばった願い星に込められた願いを叶えて、星図盤に願い星を元のように収める任務を始める。しかし、願い星にはなぜかエッチな願いばかりが込められており、陽介と幼なじみの2人はエッチなことをするはめになる。

## 登場人物

### メインキャラクター
天野 陽介
声 - 秦勇気（ドラマCD）
本作の主人公。ふとしたきっかけで願い星を管理する星図盤のマスターに選ばれた。父親の影響から日曜大工を趣味としている。
倉橋 真朋（くらはし まとも）
声 - 芝原のぞみ
誕生日：4月1日
身長：164cm B/W/H 92/60/88
陽介の右隣の家に住む幼なじみ。学年は陽介よりも1つ上である。陽介とは毎朝一緒に登校するほどの仲良し。新聞部に所属しており、部長の佐和文香にいつも弄ばれている。運動神経はまったくないが、家事や日曜大工は得意で器用にこなす。性格はおとなしめ。胸が大きいことをコンプレックスに感じている。
橘 ひびき（たちばな ひびき）
声 - 羽沢月乃
誕生日：8月10日
身長：153cm B/W/H 79/55/80
陽介の左隣の家に住む幼なじみ。学園では1年生だが、学生会の副会長を務めている。運動神経も成績もよいため、多くの学生から慕われている。しかし学園を離れるとがさつな本性を現す。明るくさっぱりとした性格をしている。ふくすけという猫を飼っているが、あまり懐かれていない。
ファルミリア=イストナーク（ファム）
声 - 草柳順子
誕生日：3月6日
身長：137cm B/W/H 68/51/70
「遠くの国」から願い星を追いかけてやってきた少女。本人は理論派のつもりで持論を振りかざすが、その理論には穴が多い。真朋の家に居候をしている。
シルヴィと婚約をしていたが解消し、エステリートと婚約を結ぶ。許婚時代には互いに「ファ」「シイル」と呼び合っていた。
シルビィがセクハラをすると、マジックハンドを使った「ファムパンチ」で制裁する。
シルヴィア=シルヴァーナ（シルビィ）
声 - 柳井流海
誕生日：2月21日
身長：137cm B/W/H 69/52/69
「遠くの国」から願い星を追いかけてやってきた少女。見た目は幼いが、落ち着いた言動をする。金髪ツインテールという日本人には馴染みの薄い外見をしているが、好物は和菓子と日本茶である。ひびきの家に居候をしている。
口説き文句が多く、男女を問わず手を出す癖がある。元の国では300人斬りを成し遂げたが、ファムと婚約中は禁欲をしていた。星図盤の願い星にエッチな願いを込めた張本人。
桜庭 綾瀬（さくらば あやせ）
声 - 青山ゆかり
誕生日：5月10日
身長：163cm B/W/H 87/58/85
学園の1年生だが、学生会の会長を務めている。容姿端麗かつ成績優秀な才女である。ひびきを敵対視しており、常に闘争心を燃やしている。願い星のせいで語尾に「にゃん」とつけて話す響を見て「上月、布団を敷きなさい」と命令した。
佐和 文香（さわ ふみか）
声 - 如月葵
誕生日：11月23日
身長：159cm B/W/H 84/57/85
新聞部の部長。トラブルメーカーであり、平和な日常を毛嫌いしている。学園の情報に精通しており、影の支配者と恐れられている。セクハラ好きで「真朋詣で」と称して真朋の胸を揉んでくる。

### サブキャラクター
（出典：）
上月 千穂（こうづき ちほ）
声 - 乃田あす実
誕生日：1月25日
身長：158cm B/W/H 82/56/80
学園の1年生であり、学生会の会計を務めている。陽介とひびきのクラスメイトでもある。無口かつ無表情で、物怖じしない性格。願い星のせいでブーメランパンツ一丁になった陽介を見ても、表情を変えなかった。
喜多川 みなみ（きたがわ みなみ）
声 - 茶谷やすら
誕生日：10月19日
身長：169cm B/W/H 83/58/83
真朋のクラスメイト。真朋と姫子の3人でよく行動する。吉野武志と付き合っている。
吉野 姫子（よしの ひめこ）
声 - 鮎川ひなた
誕生日：9月8日
身長：148cm B/W/H 75/56/77
真朋の友人の1人。関西弁を喋る少しうるさい少女である。文芸部の部長を務めている。
橘 清歌（たちばな さやか）
声 - 飯田空
誕生日：12月20日
身長：157cm B/W/H 89/59/84
ひびきの母親。和やかな雰囲気の持ち主であるが、しつけには厳しい。料理の腕前がよい。
吉野 武志（よしの たけし）
声 - 阿部隼人
誕生日：7月18日
身長：166cm
陽介のクラスメートの男子で、姫子の弟。茶髪に糸目が特徴で、関西弁で話す。陽介のよき相談相手であり、エロ本を貸し借りする仲。みなみと付き合っているが、清らかな関係を続けている。
ふくすけ
声 - 児玉さとみ
ひびきの飼い猫。大きな胸で人を判断するため、飼い主のひびきよりも真朋に懐いている。
エステリート=フォークエスト/紫藤 ゆかり（しどう ゆかり）
声 - 木葉楓
誕生日：1月9日
身長：162cm B/W/H 81/57/82
「遠くの国」の国政を担う最高機関「12色の神官」の一人「紫の神官」で、史上最年少の神官。ファムの婚約者でもある。ファムからは「エステル」と呼ばれている。ファムから未だに「ファ」と呼ばせてもらえず、シルビィに嫉妬している。
いつまでたっても帰らない二人を心配して迎えに来た。その際に二人が帰れない原因を突き止め、それを解消するため「紫藤ゆかり」を名乗り、陽介に接触した。
魔法によって正体を隠していたが、佐和だけは彼女に違和感を持っていた。
倉橋かすみ
名前だけ登場した真朋の母親。海外出張等で家を空けることが多いことから、陽介から未確認生物呼ばわりされている。作中でたまたま家に寄っており、その時に会ったファム曰く「スーツがビシッと決まった、美人でカッコいい女性」。
小鶴羽（おづる はね）
声 - 柳井流海
ドラマCD vol.1に登場した、前作「とらかぷっ」からのゲストキャラ。幼くして温泉旅館の女将を務める少女。
蕨 紀子（わらび のりこ）
声 - 木葉楓
ドラマCD vol.1に登場した、前作「とらかぷっ」からのゲストキャラ。かわいいものを見ると「ゲロマブ！」と叫んで抱き着くくせがある。
安藤義考
声 - 宇佐美勇二
ドラマCD vol.2に登場した、姫子の元彼。がっしりとした体格で、柔道部所属。姫子とケンカ別れしていたが、作中でよりを戻した。

### 願い星
願い星
声 - 榎津まお、真宮鈴、茶谷やすら、松園ルイ、このかなみ、寿あんず
込められた願いに従い、対象に行動を強いる。それぞれに擬似人格が与えられている。
赤の一番星
声 - 一色ヒカル
真朋ルートに登場。星図盤の核とも言える、二つの星照輝石の一つ。真朋の「三人が夫婦となる」という願いを叶えるためだけの存在。いくつもの禁止事項を平然と破る。
青の一番星
声 - 児玉さとみ
響ルートに登場。星図盤の核とも言える、二つの星照輝石の一つ。響の「陽介と離れたくない」という願いを叶える存在。響たちの記憶を、「響は陽介の妹である」という内容に書き換えた。

## 用語
「遠くの国」
ファルミリアとシルヴィアの祖国。魔法が実在しており、生活の一部となっている。魔法使いの遺伝子は男性性質が発現しにくいことから、人口の99.9%以上が女性であり、結婚や性交も女性同士ですることが当然となっている。性交の際には魔法で男性器を出現させる。
エステリートによって、陽介たちの時代から数千年先の未来であることが語られた。
星図盤
ファルミリアがエステリートの手を借りて製作したマジックアイテム。
願い星を管理し、必要なエネルギーを充てんするための器。充電器であり、コントローラーであり、状態監視用モニターでもある。
七夕祭
毎年8月7日に行われる祭り。陽介たちの住む町で一番大きく、7月から準備が始まる。準備には学生も駆り出される。

## 関連商品
お願いお星さま
本作の小説版。2004年9月にパラダイムより発行。ISBN 489490733X。
お願いお星さま公式ビジュアルブック
本作のビジュアルファンブック。2004年8月に幻冬舎より発行。ISBN 4344804457。
お願いお星さまドラマCD vol.1『ドキッ! 温泉旅館、湯煙慕情!』

お願いお星さまドラマCD vol.2『ドキドキッ!? 秘密のお泊まり会!』